# Madrigal de la Vera
Madrigal de la Vera ist eine westspanische Kleinstadt und eine Gemeinde (municipio) mit 1.533 Einwohnern (Stand: 2024) im Nordosten der Provinz Cáceres (Extremadura).

## Lage und Klima
Der Ort Madrigal de la Vera liegt im Tal der Garganta de Alardos, einem Nebenfluss des Río Tiétar nahe der Grenze zur altkastilischen Provinz Ávila in einer Höhe von ca. 465 m. Die zentralspanische Gebirgskette der Sierra de Gredos mit dem ca. 2590 m hohen Pico Almanzor ist nur etwa 10 bis 20 km (Luftlinie) entfernt. Im Sommer ist das regenreiche Klima meist warm; im Winter und in kalten Nächten kann die Temperatur jedoch auch unter 0 °C fallen.

## Bevölkerungsentwicklung
| Jahr      | 1857 | 1900 | 1950 | 2000 | 2021 |
| Einwohner | 623  | 903  | 2687 | 1677 | 1566 |

Wegen der Mechanisierung der Landwirtschaft und der Aufgabe bäuerlicher Kleinbetriebe („Höfesterben“) in der zweiten Hälfte des 20. Jahrhunderts ist die Einwohnerzahl der Gemeinde deutlich gesunken.

## Wirtschaft
Die Wirtschaft der Gemeinde Madrigal de la Vera basiert hauptsächlich auf der Landwirtschaft (Ackerbau und Viehzucht); ein typisches Produkt der Region ist Ziegenkäse. Doch vor allem im Sommer ist die Gemeinde wegen der nahe liegenden Berge und der gegenüber anderen Regionen in Spanien deutlich niedrigeren Temperaturen ein beliebtes touristisches Ziel innerhalb der Extremadura geworden.

## Geschichte

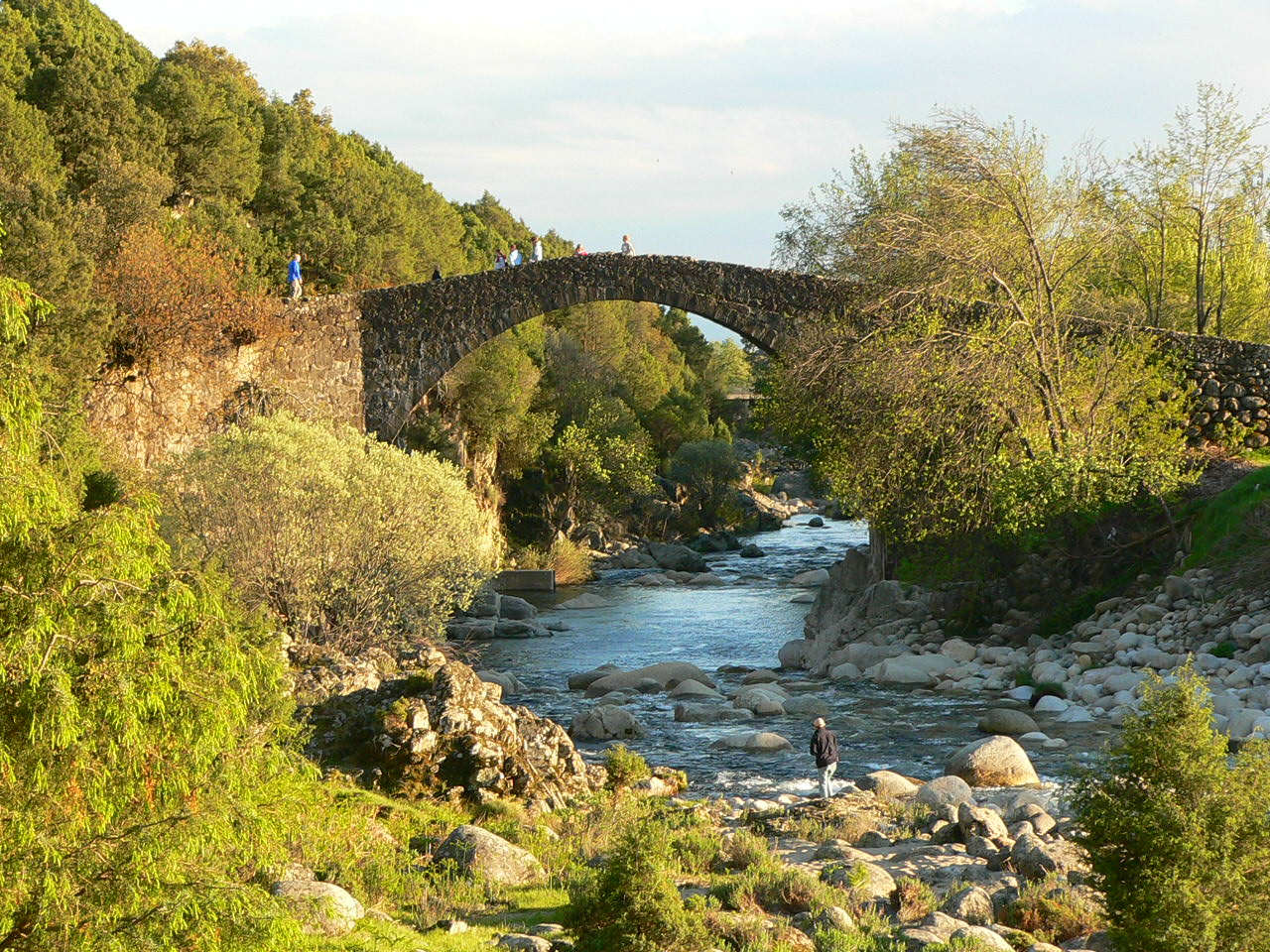
Bogenbrücke über die Garganta de Alardos

Römer, Westgoten und selbst die Mauren haben keine Spuren auf dem Gemeindegebiet von Madrigal hinterlassen. Der Ortsname wird erstmals im 13. Jahrhundert urkundlich erwähnt. Die Region um Plasencia wurde Mitte bis Ende des 12. Jahrhunderts wiederholt von christlichen Heeren angegriffen, doch die endgültige Rückeroberung (reconquista) der Region geschah erst unter Alfons VIII. von Kastilien zu Beginn des 13. Jahrhunderts. Der Ort gehörte lange Zeit zur Stadt Plasencia, bis er im 15. Jahrhundert in den Besitz der Grundherrschaft (señorio) des Hauses Valverde kam, die erst im Jahr 1835 endete.

## Sehenswürdigkeiten
- Die einschiffige Iglesia de San Pedro Apóstol ist ein Kirchenbau des späten 15. bzw. beginnenden 16. Jahrhunderts, wobei Steine aus einem Vorgängerbau wiederverwendet wurden; etwas älter dürfte der ca. 20 m hohe Glockenturm (campanario) sein.[4]

Umgebung
- Ca. 1,5 km östlich des Ortes quert eine Bogenbrücke, über deren Alter viel spekuliert wird, die Garganta de Alardos.